# Hekt Cavus
L'Hekt Cavus è una depressione presente sulla superficie di Tritone, il principale satellite naturale di Nettuno; il suo nome deriva da quello di Hekt, una divinità egiziana spesso raffigurata sotto forma di rana.